# 들개들
"들개들"은 2014년에 개봉한 대한민국의 영화이다.

## 캐스팅
- 김정훈 : 소유준 역
- 차지헌 : 김은희 역
- 명계남 : 장기노 역
- 이재포 : 한동구 역
- 조덕제 : 최용길 역
- 김성기 : 이종국 역
- 김정석 :  박남식 역
- 황태광 : 송곳 역
- 김재일 : 강현태 역
- 황영희 : 함복순 역
- 김주연 : 한정인 역
- 한국진 : 흥신소사장 역
- 문정수 : 꽁지꾼 역
- 신나라 : 어께 2 역
- 이종신 : 사내 역